# Каталогизация (библиотеки и музеи)
Каталогизация в библиотечном деле и информационных технологиях — процесс создания, хранения и обработки метаданных для информационных ресурсов (книг, звукозаписей, фильмов и т. п.). Каталогизация является частью библиотечной обработки изданий, включая их описание, классификацию и предметизацию для организации библиотечных каталогов. Каталогизация является также научной дисциплиной в рамках библиотековедения, которая изучает историю, теорию, методику и практику организации библиотечных каталогов.

## История
Термин «каталогизация» в библиотековедении употреблялся уже в XVI веке. В созданных в XVII—XVIII веках многочисленных руководствах по библиотечному делу большое место занимали теоретические вопросы, связанные с каталогами. В XIX веке каталогизация становится научной дисциплиной, имеющей несколько самостоятельных направлений. Первая русскоязычная работа по каталогизации — труд русского библиотековеда Собольщикова «Об устройстве общественных библиотек и составлении их каталогов» (1858). Значительный вклад в изучении теории и истории библиотечных каталогов, внесли библиотековеды — Ч. Э. Кеттер, Д. Д. Браун, Ш. Р. Ранганатан.

## Стандарты каталогизации
Англоязычные библиотеки имеют общие стандарты каталогизации с начала 1800-х годов. Первый такой стандарт приписывается Антонио Паницци, хранителю печатных книг Библиотеки Британского музея. Его 91 правило, опубликованное в 1841 году, легло в основу стандартов каталогизации.
Последующая работа была проделана в XIX веке Чарльзом Коффином Джуэттом, главой Смитсоновской библиотеки, которая в то время позиционировалась как Национальная библиотека Соединенных Штатов. Джуэтт использовал таблички для составления библиотечного каталога в книжной форме и предложил разделить каталогизацию между библиотеками. Его правила были опубликованы в 1853 году. Разногласия с главным секретарем Смитсоновского института привели к тому, что Джуэтта уволили с его должности, но вскоре он согласился работать в Бостонской Публичной библиотеке. Ему было поручено закупать книги, а также приводить их в порядок. Его системы стали образцом для других библиотек, поскольку он настаивал на алфавитных карточных каталогах.
За Джуэттом последовал Чарльз Эмми Каттер, американский библиотекарь, чьи правила составления словарного каталога были опубликованы в 1876 году. Каттер отстаивал концепцию «простоты использования» для посетителей библиотеки.
В XX веке библиотечная каталогизация была вынуждена обратиться к новым форматам материалов, включая звукозаписи, фильмы и фотографии. Сеймур Любецки, служивший в Библиотеке Конгресса, а затем профессором Калифорнийского университета в Лос-Анджелесе, написал критическую статью о правилах Американской библиотечной ассоциации (ALA) 1949 года. Труды Любецкого выявили слабые места в существующих правилах и говорили о необходимости подготовки свода стандартов для более полного и сжатого кодекса. Ему было поручено провести обширные исследования действующих правил каталогизации за период времени с 1946 по 1969 год. Его анализы сформировали последующие правила каталогизации.
XXI век принес обновление в библиотечную каталогизацию, в значительной степени основанное на увеличении числа цифровых форматов. Этому также способствовала работа Международной федерации библиотечных ассоциаций.